# 岩本正恵
岩本 正恵（いわもと まさえ、1964年 - 2014年12月31日）は、日本の翻訳家。

## 人物・来歴
東京都出身。東京外国語大学英米語科卒業。大学在学中は本の雑誌社で助っ人アルバイトをしていた。
卒業後、会社員生活をしながら翻訳学校に通い、翻訳家となる。
2014年12月31日、子宮頸癌のため死去。

## 翻訳
- 『毒殺百科』（ブライアン・マリナー、平石律子共訳、青弓社） 1993
- 『絞首刑執行人の日記』（T・J・リーチ、青弓社） 1994
- 『アヘン』（ジム・ホグシャー、青弓社） 1995
- 「モンスター・タウン」（R・A・ヌーナン、ほるぷ出版）
  1. 「ドラキュラにご用心!」 1996
  2. 「魔女の悪だくみ」 1996
  3. 「先生はゾンビ」 1996
  4. 「おしゃべりポルターガイスト」 1996
  5. 「雪男がでた!」 1997
- 『モハメド・アリ / 聖者』（ハワード・ビンガム写真、リトル・モア） 1997
- 『エレベーター・ミュージック BGMの歴史』（ジョゼフ・ランザ、白水社） 1997
- 『英語で歌う日本のうた』第1 - 2集（グレッグ・アーウィン、ライナーノーツを訳、ジャパンタイムズ） 1998 - 1999
- 『ラップという現象』（マーク・コステロ,デイヴィッド・フォスター・ウォーレス、佐藤良明監修、白水社） 1998
- 『キス』（キャスリン・ハリソン、新潮社、新潮クレスト・ブックス） 1998、のち新潮文庫
- 『巡礼者たち』（エリザベス・ギルバート、新潮社、新潮クレスト・ブックス） 1999、のち新潮文庫
- 『アメリカの鳥たち』（ローリー・ムーア、新潮社） 2000
- 『極北の動物誌』（ウィリアム・プルーイット、新潮社） 2002、ヤマケイ文庫 2022
- 『シェル・コレクター』（アンソニー・ドーア、新潮社、新潮クレスト・ブックス） 2003
- 『ノーホエア・マン』（アレクサンダル・ヘモン、白水社） 2004
- 『ああいえばこういう。 このあと続けてもう一回っていうのは、きついかも』（ミル・ミリントン、河出書房新社） 2005
- 『十話 : the 10 stories』（ランダムハウス講談社編、共訳、ランダムハウス講談社） 2006
- 『石の葬式』（パノス・カルネジス、白水社） 2006
- 『信頼』（アルフォンソ・リンギス、青土社） 2006
- 『世界の果てのビートルズ』（ミカエル・ニエミ、新潮社、新潮クレスト・ブックス） 2006
- 『四月馬鹿』（ヨシップ・ノヴァコヴィッチ、白水社） 2008
- 『青い野を歩く』（クレア・キーガン、白水社、エクス・リブリス） 2009
- 『最終目的地』（ピーター・キャメロン、新潮社、新潮クレスト・ブックス)　2009
- 『メモリー・ウォール』（アンソニー・ドーア、新潮社、新潮クレスト・ブックス)　2011
- 『ヴァレンタインズ』（ オラフ・オラフソン、白水社、エクス・リブリス） 2011
- 『美しい子ども 新潮クレスト・ブックス短篇小説ベスト・コレクション』（松家仁之編、共訳、新潮社、新潮クレスト・ブックス） 2013
- 『世界堂書店』（米澤穂信編、共訳、文春文庫） 2014
- 『この世界の女たち アン・ビーティ短篇傑作選』（アン・ビーティ、河出書房新社） 2014
- 『愛と障害』（アレクサンダル・ヘモン、白水社、エクス・リブリス） 2014
- 『屋根裏の仏さま』（ジュリー・オオツカ、小竹由美子共訳、新潮社、新潮クレスト・ブックス） 2016
- 『あしながおじさん』（ジーン・ウェブスター、新潮文庫） 2017

## 参考・外部リンク
- 出版翻訳データベース インタビューコーナー 岩本正恵さん (2006/01/10)